# Cyclodictyon amnigenum
Cyclodictyon amnigenum är en bladmossart som beskrevs av Brotherus 1907. Cyclodictyon amnigenum ingår i släktet Cyclodictyon och familjen Hookeriaceae. Inga underarter finns listade i Catalogue of Life.